# 勝手にシンデレラII
『勝手にシンデレラII』（かってにシンデレラ2）は、hy4_4yhによる2枚目のシングル。2008年7月12日発売。発売元はザ・レーベル。

## 解説
アイドル界のサザンオールスターズをコンセプトにする事から、サザンオールスターズの楽曲タイトルが歌詞の中に散りばめられている。

## 収録曲
1. 勝手にシンデレラII（4:09）
作詞・作曲：江崎マサル
2. 好き。。。〜茅ヶ崎の天使（5:15）
作詞・作曲：江崎マサル
3. Rock'nどっきんサマー（5:17）
作詞・作曲：江崎マサル